# Léon Chapron
Pour les articles homonymes, voir Chapron.
Léon Louis Chapron, né le 24 octobre 1841 à Paris et mort le 27 mai 1884 à son domicile située dans la future commune de Bois-Colombes (anciennement Colombes), est un avocat au Barreau de Paris, littérateur, et, journaliste au Diogène, puis au Gaulois, au Figaro, à L'Événement et encore au Gil Blas.
Il était ami de Paul Bourget qui lui a dédié son recueil de poésies Les Aveux. Guy de Maupassant lui a dédié plusieurs nouvelles.

## Biographie
Il débute au barreau de Paris, comme secrétaire de Clément Laurier. Il plaide quelque temps et ce fut durant un séjour à la Martinique où il avait à défendre une cause, qu'il contracta la maladie de poitrine qui devait l'emporter quelques années plus tard.
Grand ami d'Aurélien Scholl, qui fut son parrain littéraire, Chapron affectait volontiers des airs désabusés de parisien sceptique. Pendant la guerre de 1870, il s'engage dans les carabiniers parisiens, puis quand éclate la Commune de Paris, il s'obstine à manifester hautement ses opinions royalistes.

## Œuvres
- Les coins de Paris, 1 vol. (320 p.), Édition : Paris : E. Dentu , 1881
- Le long des rues, 1 vol. (316 p.), Édition : Paris : P. Ollendorff , 1882
- [M. Perrin, administrateur de la Comédie-Française], 1 br., 1 f., Note : Extr. de presse, 11 mai 1881, Édition : [S. l.] , 1881

Préface
- Le Rouge et le Noir de Stendhal (1830) avec Léon Chapron (1840?-1884) comme préfacier
- Guérin-Ginisty. La Fange. Préface de Léon Chapron, In-18, VIII-227 p., Édition : Paris : E. Rouveyre et G. Blond , 1882, Auteur du texte : Paul Ginisty (1855-1932), Jules Guérin (1860-1910)

Rédacteur
- Une question de plagiat, In-8 °. Pièce; Note : Le titre de départ porte : Tribunal civil de la Seine 1re chambre. Audience du 2 mars 1881. - Oswald et Lévy contre Comte. - Plaidoirie de M. Eugène Carré... A la suite : Conclusions de M. le substitut Quesnay et Beaurepaire et article de M. Léon Chapron, etc., Édition : Paris : impr. typogr. de Kugelmann , 1881